# Непригодные для свиданий
«Непригодные для свиданий» (англ. Undateable) — американский комедийный телесериал, вышедший в межсезонье на телеканале NBC, как часть американского телесезона 2013-14 годов. Премьера состоялась 29 мая 2014 года. Многокамерная комедия создана Адамом Щтикелем по мотивам книги Эллен Ракитен и Энн Койл «Непригодные для свиданий: 311 поступков парней, гарантированно лишающих их свиданий или секса» (англ. Undateable: 311 Things Guys Do That Guarantee They Won’t Be Dating Or Having Sex).
31 июля 2014 года «Непригодные для свиданий» был продлён на второй сезон. 8 мая 2015 года канал продлил сериал на третий сезон, все эпизоды которого будут сниматься в прямом эфире.
В мае 2016 NBC закрыл сериал после трех сезонов.

## Сюжет
Дэнни Бёртон — 30-летний беззаботный свободный парень, все друзья которого уже давно находятся в серьёзных отношениях. Когда его последний друг-холостяк выселяется, чтобы перейти к супружеской жизни, Дэнни начинает искать нового соседа по комнате. Им оказывается Джастин, владелец бара «Синяки» в Ферндейле, метрополитенского района Детройта. Джастин и его друзья — нерд Бёрски, чудак Шелли и недавно совершивший каминг-аут гей Брэтт, имеют определённые качества, делающих их «непригодными для свиданий». В то время, как сам Дэнни пользуется успехом у женщин в постели, он не в состоянии или просто не желает связывать себя надолго с любой из них. Привлекательная сестра Дэнни, Лэсли, имеет похожие страхи стать «непригодной», так как ей уже 34 года и она разведена.

## В ролях
- Крис Д’Илайа — Дэнни Бёртон
- Брент Морин — Джастин Кирни, сосед Дэнни по комнате
- Бьянка Кайлич — Лэсли Бёртон, сестра Дэнни
- Дэвид Финн — Брэтт, друг и бармен Джастина
- Рик Глассман — Бёрски, друг Джастина
- Рон Фанчес — Шелли, друг Джастина
- Бриджит Мендлер — Кэндис (со 2 сезона), новая официантка и девушка Джастина

### Второстепенный состав
- Брига Хилэн — Никки, официантка Джастина и (позже) его девушка
- Ева Амурри-Мартино — Сабрина, бывшая девушка Дэнни и новая официантка Джастина

## Производство
NBC заказал сценарий у Билла Лоуренса в октябре 2012 года. Подбор актёров для пилотной серии начался в начале 2013 года: в феврале к проекту присоединились Брент Морин и Рик Глассман, а в марте — Бьянка Кайлич и Крис Д’Илайа. Также в марте Мэттью Уилкас был утверждён на роль Брэтта, друга-гея Джастина. Изначально Эли Мичалка была утверждена на роль Мэдди, официантки в баре Джастина и в дальнейшем его девушки, однако она покинула проект уже в апреле 2013 года и была заменена Бригой Хилэн в качестве приглашённой звезды, персонаж которой был похож на Никки.
В мае 2013 года NBC заказал первый сезон телесериала. После того, как сериал был заказан, Мэттью Уилкас покинул проект и на его роль Брэтта был приглашён Дэвид Финн. Когда были заказаны полные сезоны «Непригодных для свиданий» и «Нижнего этажа», в которых в главной роли была Хилэн, Меган Парк должна была заменить Хилэн в роли Никки. Однако в сентябре того же года продюсеры организовали расписание съёмок двух сериалов так, чтобы Хилен смогла появиться в «Непригодных для свиданий» в качестве второстепенного персонажа Никки, и в итоге она заменила Парк.
В марте 2014 года Лоуренс, Морин, Глассман, Фанчес и Д’Илайа отправились в комедийный промотур по 8-ми городам в рекламных целях.

## Критика
«Непригодные для свиданий» был встречен смешанными и негативными отзывами от критиков, однако зрители тепло встретили сериал. На сайте-агрегаторе рецензий Metacritic он получил оценку 50 баллов из 100, основанную на 19 рецензиях, а пользовательский рейтинг составил 7,1 балла основанный на 30 рецензиях. На другом сайте-агрегаторе рецензий Rotten Tomatoes у сериала 38% «свежих» (положительных) рецензий критиков, а в общем отзыве говорится следующее: «Во многом лишённый юмора и оригинальности, «Непригодные для свиданий» сильно переоценён». Несмотря на рецензии критиков, шоу получило 89% положительных оценок среди аудитории пользователей.

## Список эпизодов
| № сезона | #  | Название                                 | Режиссёр       | Сценарист                       | Дата показа в США | Код серии | Зрители США (миллионы) |
| --- | -- | ---------------------------------------- | -------------- | ------------------------------- | ----------------- | --------- | ---------------------- |
| 1 | 1  | «Pilot» «Пилот»                          | Скотт Эллис    | Адам Щтикель                    | 29 мая 2014       | 276068    | 3,84                   |
| Сосед Дэнни по комнате женится, и поэтому переезжает, заставляя его искать нового. Он знакомится с перспективным кандидатом, владельцем бара по имени Джастин, и они быстро находят общий язык. Дэнни пытается научить Джастина искусству знакомства с женщинами, и для начала предлагает ему и его друзьям — Бёрски, Шелли и Брэтту сходить на вечеринку дегустации вин, которую организовывает его сестра Лэсли. На следующий день Джастин начинает хвастаться тем, что он переспал с женщиной с вечеринки, однако ею оказывается Лэсли. Позже Дэнни узнаёт от Лэсли, что она спала с Джастином в прямом смысле, то есть у них никакого секса не было. |    |                                          |                |                                 |                   |           |                        |
| 1 | 2  | «Pants Buddies» «Брючные друзья»         | Скотт Эллис    | Адам Щтикель                    | 29 мая 2014       | 4X5552    | 3,82                   |
| Зная, что Джастину нравится Никки, Дэнни крадёт его телефон и пишет Никки смс с предложением пойти в кино. Джастин считает, что Дэнни не понимает смысла дружбы, и рассказывает ему о том, что он и Бёрски являются «брючными друзьями» (как-то раз Джастин пролил напиток на брюки Бёрски, и сразу же отдал ему свои в знак дружбы). Тем временем, сомнительный совет Дэнни данный Бёрски — при встрече с девушками вообще не разговаривать действительно срабатывает, когда Бёрски встречает девушку в своём доме. |    |                                          |                |                                 |                   |           |                        |
| 1 | 3  | «Three's A Crowd» «Третий лишний»        | Скотт Эллис    | Крэйг Дойл                      | 5 июня 2014       | 4X5553    | 2,99                   |
| После того, как Дэнни убеждает Джастина, что он находится в «зоне дружбы» у Никки, Джастин пытается раскрыть свои чувства к ней. Он узнаёт от Никки, что она заинтересована в более серьёзных отношениях, чем просто дружба, с кем-то, однако этим кем-то оказывается Дэнни. Чтобы доказать, что он хороший друг, Дэнни подвохом заставляет Джастина рассказать ему о своих чувствах к Никки, пока она всё это время подслушивает в офисе Джастина. Тем временем, Лэсли ссорится с Шелли из-за своих слов о Детройте. |    |                                          |                |                                 |                   |           |                        |
| 1 | 4  | «The Switch» «Свитч»                     | Линда Мендоза  | Кортни Лилли                    | 5 июня 2014       | 4X5554    | 2,86                   |
| Переспав с Сабриной, подругой-однокурсницей Лэсли, вернувшейся в город с целью получить докторскую степень в университете Мичигана, Дэнни впервые чувствует настоящую связь с женщиной. Однако Сабрина отталкивает Дэнни, его же методом, и избегает его попыток назначить второе свидание. А Джастин, находящийся уже в серьёзных отношениях с Никки, чувствует себя обязанным дать любовный совет Дэнни. Тем временем, Брэтт считает, что его каминг-аут повлиял на его дружбу с Джастином. Когда Джастин отрицает это, Брэтт предлагает ему это доказать очень странным способом.                                                                     |    |                                          |                |                                 |                   |           |                        |
| 1 | 5  | «The Hero is Me» «Герой это я»           | Филл Льюис     | Адам Щтикель                    | 12 июня 2014      | 4X5555    | 3,22                   |
| Джастин в разговоре с Дэнни признаётся, что любит Никки, не заметив того, что она стояла у него за спиной. Затем Джастин говорит ей это прямо в лицо, однако она отвечает ему холодным «круто». Дэнни советует Джастину быть равнодушным, что должно заставить Никки тяготеть к нему, но получается совсем обратное. В конечном итоге Никки отвечает взаимностью Джастину, объяснив ему, что она боялась говорить это впервые, так как вынуждена уехать на некоторое время, чтобы присматривать за больной матерью. Тем временем, остальная компания друзей замечает, что Бёрски очень много раз «случайно» прикасается к Лэсли.                         |    |                                          |                |                                 |                   |           |                        |
| 1 | 6  | «Leader of the Pack» «Вожак стаи»        | Тед Уасс       | Джон Куэйнтенс                  | 12 июня 2014      | 4X5556    | 2,97                   |
| Дэнни убеждает Брэтта пригласить на свидание горячего гея-электрика по имени Стив, который работает над освещением бара. Когда Стив отказывается — для Брэтта это словно удар. Но ситуация ещё более ухудшается, когда Брэтт узнаёт, что Джастин рад отказу Стива потому, что это доказывает, что Дэнни ошибался. Тем временем, Лэсли и Сабрина учат Джастина как лучше заниматься сексом по телефону с Никки, которая находится в отъезде. |    |                                          |                |                                 |                   |           |                        |
| 1 | 7  | «The Move» «Метод»                       | Стив Цуккерман | Адам Щтикель                    | 19 июня 2014      | 4X5563    | 2,54                   |
| Никки возвращается в город на выходные, и поэтому она и Джастин мгновенно уединяются в спальне. Джастин не уверен в том, что достаточно хорош для Никки, особенно в связи с тем, что она проводит много времени вдали от него, поэтому он с неохотой использует «секс-позу», которую придумал Дэнни. Никки в восторге, но Джастин приходит в ярость, узнав о том, что Дэнни рассказал Никки о своём авторстве позы. Тем временем, Шелли пытается заставить заплакать Бёрски, узнав, что он не плакал с пятилетнего возраста. |    |                                          |                |                                 |                   |           |                        |
| 1 | 8  | «The Julius Effect» «Эффект Джулиуса»    | Дэвид Трейнер  | Джеки Кларк                     | 19 июня 2014      | 4X5557    | 2,54                   |
| Лэсли в растерянности из-за приезда в город её бывшего мужа Джулиуса (Джош Хопкинс), приехавшего подписать бумаге о разводе. Дэнни скрывает то, что он ещё дружит с Джулиусом, что не одобряет Джастин, пока Джулиус не очаровывает его своим пением. Дэнни и Джастин решают извиниться перед Лэсли, однако они обнаруживают в её доме Джулиуса, и понимают, что у них был роман. Тем временем, Шелли обнаруживает удивительную способность контролировать сны его друзей. |    |                                          |                |                                 |                   |           |                        |
| 1 | 9  | «Low Hanging Fruit» «Низко висящий плод» | Дэвид Трейнер  | Остин Фэгген                    | 26 июня 2014      | 4X5558    | 2,63                   |
| Джастин вынуждает Дэнни сделать новый шаг в отношениях с Сабриной, однако Дэнни начинает вести себя грубо и непредсказуемо. В итоге они растаются, а Джастин заявляет, что взял Сабрину на работу в бар вместо Никки. Тем временем, Брэтту нужна помощь в выборе имени для его мужского достоинства. |    |                                          |                |                                 |                   |           |                        |
| 1 | 10 | «Daddy Issues» «Отцовские проблемы»      | Тед Уасс       | Джон Куэйнтенс                  | 26 июня 2014      | 4X5561    | 2,45                   |
| Отец Джастина (Том Кавана) приезжает в город, и Дэнни оказывается вовлечённым в его непростые отношения с сыном. Не зная об их прошлых размолвках, Дэнни только ухудшает ситуацию. Тем временем, Шелли объясняет Сабрине, что ей грешно жаловаться на работу. Сабрина заключает с Шелли пари, что он не сможет и двух дней продержаться на её месте, которое приводит к плохим последствиям для него. |    |                                          |                |                                 |                   |           |                        |
| 1 | 11 | «Let There Be Light» «Да будет свет»     | Шелли Дженсен  | Майкл Хоберт                    | 3 июля 2014       | 4X5559    | 2,24                   |
| Дэнни и Джастин разбираются со своим ужасным соседом (Рори Сковел), который слишком ярко светит своим освещением для выращивания марихуаны. Их дружба оказывается под угрозой, когда они находят разные пути решения проблемы. Тем временем, вся компания друзей насмехается над Дэнни в присутствии Сабрины, дабы не попасть у неё в опалу. |    |                                          |                |                                 |                   |           |                        |
| 1 | 12 | «Danny's Boys» «Парни Дэнни»             | Дэвид Трейнер  | Хэзер Флэндерс                  | 3 июля 2014       | 4X5560    | 2,07                   |
| После того, как Джастин заявляет, что бар едва сводит концы с концами, остальные друзья выкупают оставшуюся сумму кредита. Но Дэнни берёт на себя слишком много в качестве своего нового статуса инвестора и начинает вносить изменения. Джастин злится, однако Дэнни удаётся набить бар битком, но только геями. |    |                                          |                |                                 |                   |           |                        |
| 1 | 13 | «Go For Gary» «Охота за парнем мечты»    | Эрик Дин Ситон | Лаура Морэн и Джоэль Чёрч-Купер | 3 июля 2014       | 4X5562    | 1,99                   |
| У Дэнни отвисает челюсть после того, как красивая девушка спрашивает у него о Джастине. Выясняется, что преданность Джастина к Никки делает его неотразимым. Джастин в восторге от приезда Никки в Детройт, однако эта радость становится недолгой, когда она говорит ему о найденной работе в Лэнсинге, неподалёку от дома её матери. Она предлагает взять перерыв, оставляя Джастина с разбитым сердцем. Тем временем, компания друзей выясняет свой рейтинг на сайте знакомств и приходит в шок, узнав, что кто-то поставил Бёрски 9,9 балла. |    |                                          |                |                                 |                   |           |                        |